# Lunas (Hérault)
Lunas é uma comuna francesa na região administrativa de Occitânia, no departamento de Hérault. Estende-se por uma área de 44,89 km². Em 2010 a comuna tinha 676 habitantes (densidade: 15,1 hab./km²).